# 판교신도시
판교신도시(板橋新都市, Pangyo New Town)는 대한민국 경기도 성남시 분당구 판교동, 백현동, 삼평동, 운중동, 하산운동 일대에 조성된 신도시이다. 사업면적은 8,924,631m², 사업기간은 2003년 12월 30일부터 2011년 12월 30일까지이다. 사업규모는 입주민 3만세대, 8만8천명으로 예상하고 있다. 특히 판교신도시는 2003년 말부터 성남시의 지역발전과 도시중심의 공간을 확보할 수 있는 도시공간구조를 마련하기 위하여 처음부터 친환경적인 도시환경을 조성하려는 계획 하에 시작되었다.
판교신도시의 아파트 입주는 2008년 12월, 오피스 입주는 2009년에 시작되었다.
현재 판교신도시는 경기도 중심부에 위치하고 있으며, 광주산맥의 검단산(542m)과 청계산(618m)으로 둘러싸인 분지지형 지역에 위치해 있다. 도시가 확장되면서 개발이 되기까지 이곳은 농업에 기초한 전통문화를 간직한 곳이었다. 그동안 분당(분당신도시) 등지가 신도시로 변모하면서 도시의 팽창으로 규제로 묶여 있는 면적에 관심이 모아졌다. 특히 일정기간에 상대적으로 주변 지역보다 도시화가 늦어지면서 상당 부분이 소외된 지역으로 남아 있었던 곳이다.
현재 신도시 조성산업 1단계와 2단계를 거쳐 주거지역은 거의 조성되어 많은 주민들이 있다.
기반시설은 상업시설 뿐만 아니라 도시의 지원시설로 판교역과 판교테크노밸리 등이 단계별로 구축되고 있다.

## 배경
판교신도시 지역은 경부고속도로 및 제2경인고속도로, 서울외곽순환고속도로, 용인서울고속도로, 국가지원지방도 제23호선, 국가지원지방도 제57호선, 분당내곡로, 분당수서로 등이 교차하는 교통이 편리한 지역으로서 1976년 5월 성남시 남단녹지로 지정되어 건축제한 등 개발이 불가능한 지역으로 보존되어 왔으나 1998년 5월 성남시도시기본계획상 개발예정용지로 지정되고, 2001년 말 건축제한이 만료됨에 따라 무분별한 난개발을 막고, 합리적 도시발전과 공영개발을 통해 수도권지역의 택지공급을 위해 택지개발이 추진되었다.
최초 개발 계획 발표는 2000년 10월에 있었으나 새천년민주당 이해찬 정책위의장의 반대로 보류되었다. 이후 2002년 9월 4일에 판교 신도시 개발이 발표되었다.
- 위치 : 경기도 성남시 분당구 판교동, 백현동, 산운동, 삼평동, 운중동 일원
- 사업 기간 : 2003년 12월 ~ 2009년 12월 (1단계), 2011년 12월 (2단계)
- 사업시행자 : 경기도, 성남시, 한국토지주택공사

## 역사
- 명칭 유래

판교(板橋)라는 이름은 운중천 위에 널(판자)로 만든 다리가 놓여 '널다리'를 부르던 이 지역의 '너더리' 마을에서 나왔다고 한다. 순우리말로 '널다리'를 한자로 판교(板橋)로 표기한 것으로 추정하고 있다.
- 시대별

청동기시대 경부터는 이곳에 일정한 군집을 이루어 사람들이 거주하고 있었고 이후 철기문화 시대는 마한 50여개 국 중의 하나로서 백제의 관할 지역이었을 것으로 보인다. 삼국시대에는 한성백제가 한강유역에 도읍을 정하면서부터 조선시대까지 마을을 형성하고 살았다. 1530년 간행된 신증동국여지승람 광주목 역원군에 판교원(板橋院) 대해서 남쪽 45리에 있다고 기록되어 있는 것을 보면 판교라는 지명의 사용은 조선초기까지로 추측할 수 있다. 조선후기 들어 상품화폐경제의 발달에 따라 한양(서울)으로 들어 오는 삼남지방의 길목 중의 하나인 판교지역을 포함한 경기도 광주지역 일대는 장시의 확대와 역 원 참 등의 도로 교통편의 시설이 들어서고 봉화로가 지나가는 요충지로서 점차 부각되었다.
현재 판교지역 일대는 과거에는 흔히 낙생으로 불렸다. 낙생면(樂生面)의 낙생은 백현동앞에 낙성시장이 낙성(落城)으로 다시 낙생(樂生)으로 변했다는 이야기와 병자호란 때에 충주병사 정세규(鄭世規)가 남한산성을 지키기 위하여 북진하여 오다 판교에서 패전하였다는 소식을 듣고 왕이 항복하였기 때문에 낙성(落城)이라고 불렀다는 이야기가 있지만 신증동국여지승람 광주목(廣州牧)을 보면 고려 충정왕(忠定王) 때의 이곡(李穀, 1298~1351)의 기문(記文)에 1349년 4월 고향가는 길에 낙생역에 이르러 광주목사 백화부(白和父)가 살기에 즐거운 곳, 낙생(樂生)이라하였다는 기록이 있어 낙생이란 지명은 고려 때부터 존재해온 것으로 보고 있다.
1914년 이후에도 현재의 판교지역은 광주군의 대왕면, 돌마면, 낙생면 등 3개면에 걸쳐있었다. 현대의 판교지역의 행정구역은 1971년 9월 13일 도 주례에 의거 경기도 성남파출소 관할이 되었다가 1973년 7월 1일 성남시 관내의 판교동, 백현동이 되었다. 1975년 3월 17일 시조례에 의거 낙생파출소 관할이 되었고, 1989년 5월 1일 중원구에 편제되었다.
특히 판교는 경부고속도로 개통 이후 널리 알려진 곳이 되었고, 서울외곽순환고속도로 중 판교 ~ 구리간이 개통되어 동쪽과 북쪽에 2 ~ 3중의 고속도로망이 형성되었다. 또, 1989년부터는 인접지역에 분당신도시도 건설되어서 1991년 7월 1일 성남시 분당출장소가 설치되고, 이어 1991년 9월 17일 분당출장소가 분당구로 승격되면서 분당구에 딸린 삼평동, 백현동, 판교동이 되었으나 관할 행정동은 판교동였다.

## 규모
- 성남시 분당구 판교동, 운중동, 삼평동, 백현동 일대.
- 면적은 9,219,000 m2.
- 수용 인구 : 87,789 인 (1단계 84,690 인, 2단계 3,099 인)
- 수용 호수 : 29,263 세대 (1단계 28,230 세대, 2단계 : 1,033 세대)

## 시설

### 교육시설
- 초등학교
  - 보평초등학교, 성남송현초등학교, 성남화랑초등학교, 신백현초등학교, 판교초등학교, 낙생초등학교, 운중초등학교, 산운초등학교

- 중학교
  - 보평중학교, 삼평중학교, 판교중학교, 신백현중학교, 낙원중학교, 운중중학교

- 고등학교
  - 보평고등학교, 낙생고등학교, 판교고등학교, 운중고등학교

- 그 밖의 시설
  - 판교도서관, 운중도서관, 판교어린이도서관, 판교청소년수련관

### 인근 지원시설 및 정부 기관
- 지역난방공사 판교 지사
- 판교수질복원센터
- 판교환경에너지시설

판교신도시 인근에 위치한 시설은 다음과 같다.
- 한국학중앙연구원 (구 한국정신문화원)
- 국가기록원 대통령기록관 나라기록관
- 세종연구소
- 한국식품연구원
- 한국수자원공사 성남권관리단
- 탄천종합운동장

## 지리 및 지형적 특징
- 경기도 중부 지역에 위치하며, 판교신도시 비롯해 분당신도시 포함한 성남시 신도시지역은 비교적 광주산맥의 검단산(542m) 문형산(490m)과 청계산(618m)으로 둘러싸인 분지지형 지역에 위치해 있으며, 탄천을 경계로 서쪽으로 판교신도시가 위치해 있다. 행정구역 상으로 성남시 분당구 서쪽 지역에 위치해 있다.
- 지형적으로 서쪽은 구릉지대와 산지지형으로 멀게는 서북쪽으로 청계산과 서남쪽으로 백운산의 산지 지역이 청계터널 부근 하오고개와 이어져 이루고 있다. 이 서쪽의 해발 100미터 이상 구릉지역 가운데를 운중천이 동쪽으로 흐른다. 청계산 자락 중 하나인 금토산이 서남쪽의 운중천과 북쪽의 금토천이 사이에 있으며, 하천들이 금토산 주변으로 흘러 금토천 이루어, (판교나들목 부근)에서 운중천과 합류하게 된다, 동쪽은 주로 탄천을 경계로 분당 (야탑, 이매)와 접하는 평지 지형이다. 금토천은 탄천의 지류 하천으로써 금토산의 북서쪽 지대에서 금호천 등의 청계산 자락의 여러 지천들이 모여 이루어 흐르다가, 금토산의 서남쪽 지대의 운중천과 판교 나들목 부근 (화랑공원 인근)에 합류하여 흐른다. 합류된 금토천은 동쪽으로 흘러 방아교 부근 탄천과 합류해서,계속 북쪽으로 흘려 한강과 만나게 된다.

## 지역적 특징

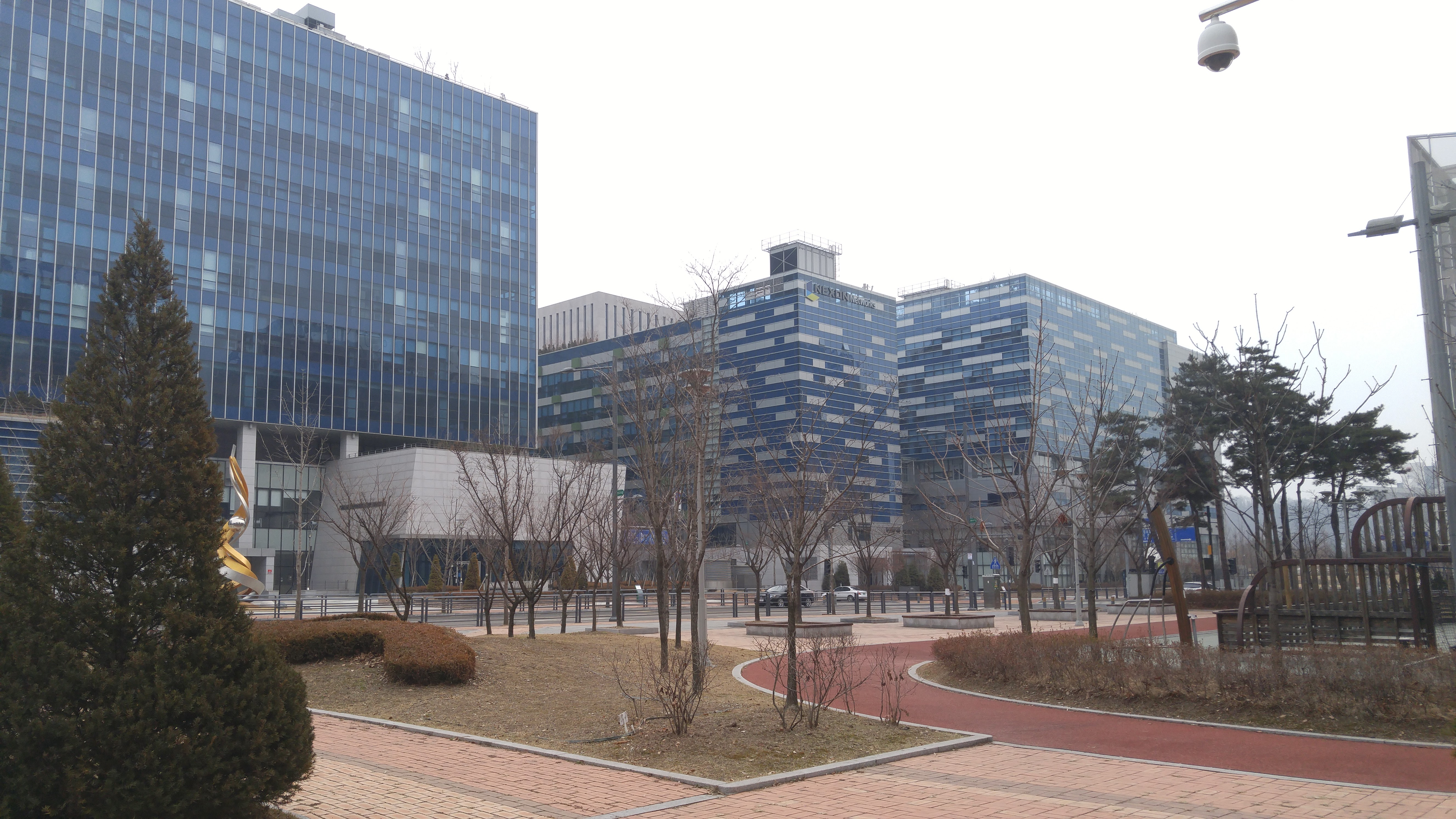
판교신도시

판교 나들목 부근을 중심으로 신도시가 형성되었으며, 성남시가지와 안양, 의왕으로 향하는 국가지원지방도 제57호선으로 하오고개 (학현) 사이의 위치했다. 차량을 이용하면 서울간의 접근편이 비교적 좋은편이다. 경부고속도로가 판교신도시 한가운데 남북으로 관통하며, 신도시 가운데에 판교 나들목 등이 있어 교통접근성이 좋다. 또한 그 인근에 신분당선의 판교역이 있으며, 수도권 전철 경강선의 환승역이 되었다. 또한 삼성~수서 GTX 역사도 예정되어 있다.
이 지역이 주목받기 시작된 것은 한 때 부동산 투기 및 주택청약 열풍으로 언론에서 이슈가 된 지역이였으며, 성남시가 지방자치단체 최초로 지급유예 모라토리엄 선언의 배경이 된 지역이기도 하다.
경부고속도로를 기준으로 동쪽은 동판교, 서쪽은 서판교로 지역을 구분하기도 한다. 주거시설 주로 아파트 등 공동주택단지와 근린시설 및 단독주택지역의 주거 환경이 조성되어 있다. 동판교 지역은 삼평동 백현동 판교동 일부가 포함된 지역으로, 분당 야탑, 이매 주거단지와 접하는 분당수서로와 탄천 기준으로 서쪽 지역으로 붓들마을과 백현마을 등의 주거지역이 조성되었고, 분당내곡로와 경부고속도로 사이에 지역에는 판교역을 중심으로 상업지구(알파돔) 및 공공의청사용지와 지원시설용지 판교테크노밸리등이 조성되었다.
서판교지역은 판교동 운중동 지역으로 판교원마을과 산운마을 등의 주거지역이 조성되었고 분당판교 청소년 수련관 및 분당판교도서관이 있다. 길게 동서로 운중천이 가운데 흐르고 있으며, 주거지역과 상업지역이 조성된 형태이다. 판교원마을 경우 신도시 조성 전에는 판교읍내 및 판교동사무소, 낙생초등학교 등이 있었으며 기존 원주민들이 거주율이 조금 높은편이다, 또한, 운중동 한국학중앙연구원 인근 산운마을 월든힐스 1, 2, 3 단지 경우에는 300여 세대가 조성되었는데. 기존과는 차별화된 공동주택단지로 국제 현상 공모를 통해 핀란드의 페카 헬린,일본의 야마모토 리켄,미국의 마크 맥,등의 건축가들이 설계에 참여했다. 이 지역은 용인서울고속도로가 남북으로 관통하며 안양판교로와 동서로 교차하는 서판교 나들목 통해 용인서울고속도로의 진입출이 가능하다. 또한 서판교 나들목 가까운 지역에 월곶-판교선의 서판교역이 계획되어 있다.
판교신도시의 자족기능과 우수한 입지조건을 살리기 위해 판교 나들목 근처에 도시지원 시설용지를 지정하여 ‘판교테크노밸리’를 조성하였다. 그곳에 한화에어로스페이스, 삼성중공업, SK케미칼, 파스퇴르연구소, 메디포스트, 차병원연구소, 안랩, 넥슨코리아, 엔씨소프트, 판교바이오센터 등 여러 기업과 연구소들이 위치하고 있는데. 이들 대부분은, 각종 IT, BT, CT, NT 및 첨단 융합 기술 연구시설 및 첨단 인프라 시설, 연구지원시설들로서, 현재 유수 관련 기업들이 입주 중에 있고, 또한 많은 사무용 인텔리전트 빌딩을 건축 중에 있다. 대부분의 개발들은 2013년에 완공될 예정이다. 운중천, 금토천 중심으로 자전거도로와 산책로가 조성되어 있으며, 서쪽으로 안양판교로를 따라 의왕시의 학의천의 자전거도로와 동쪽으로 탄천 방아교 부근의 탄천 자전거도로까지 연결되어 있다. 신도시의 중심부의 하천과 주위 구릉지대를 중심으로 화랑공원, 낙생대공원, 금토산공원, 봇들공원, 운중공원, 송현공원, 청계공원, 두말공원, 나들이공원 등이 있다.
판교신도시는 "선진형 저밀도 전원도시"를 표방한다. 과거 단기간의 신도시 건설에 따라 각종 부작용 및 지역 난개발 등의 문제점이 지적되었기 때문이다. 이에 저밀도의 친환경 시가지가 조성됐고, ‘선교통-후입주’ 원칙이 세워졌다. 실제로 당시 건설교통부는 25층을 초과하는 공동주택을 지을 수 없게 했다.
2019년 기준으로 김병관 제20대 국회의원, 정용진 신세계 회장 등의 극소수의 정치인, 재벌인이 이 구역의 땅 35.5%를 소유하고 있다.

## 교통

### 버스
- 동판교에는 판교 나들목, 판교역과 가까운 낙생육교 버스정류장에서 직행좌석버스 및  광역버스를 이용할 수 있으며, 본 직행좌석버스 및 광역버스는 성남, 용인, 광주 지역을 기점으로 경부고속도로를 이용하여 서울역, 광화문역, 신논현역, 사당역, 잠실역 또는 안양, 군포, 의왕, 과천, 부천 등의 인근 도시로 연결된다.
- 동판교의 도시형 일반버스들은 분당, 용인, 광교, 수원, 안양, 과천, 사당, 잠실과 연결된다.
- 서판교에는 운중동 한국학중앙연구원을 기종점으로 하는 성남시내버스들이 운행되며, 그 중 도시형 일반버스는 대부분 야탑역, 판교역, 수내역으로 운행한다. 서현역으로 운행하는 도시형 일반버스와 마을버스 노선도 있다. 또한 한국학중앙연구원을 기종점으로 서울역, 신논현역, 잠실역, 압구정역으로 운행하는 직행좌석버스들도 있다. 그 밖에 사당역, 과천, 인덕원역, 안양역, 수원, 병점역, 수지 등으로 운행하는 직행좌석버스 및 도시형버스가 서판교를 경유한다.
- 동판교, 서판교의 마을버스들은 대부분 판교역을 중심으로 서현역, 이매역, 야탑역, 모란역, 태평역으로 운행한다.

### 철도
- ● 신분당선 : 판교역
- ● 수도권 전철 경강선 (성남여주선) : 판교역
- (계획중) 경강선 (월곶-판교선, 수도권 남부순환선, 제2인천국제공항철도) : 판교역, 서판교역 (가칭)
- (계획중) 서울 지하철 8호선 : 판교역
- (계획중) 삼성-동탄 광역급행철도 : 성남역

### 고속도로
- 경부고속도로 : 판교 분기점, 판교 나들목, 대왕판교 나들목
- 용인서울고속도로 : 서판교 나들목
- 수도권제1순환고속도로 : 판교 분기점
- 제2경인고속도로 : 동판교 나들목

### 도시고속화도로
- 분당내곡로
- 분당수서로

### 국가지원지방도
- 국가지원지방도 제23호선
- 국가지원지방도 제57호선

## 같이 보기
- 판교테크노밸리